# Carl Ferdinand Lindh

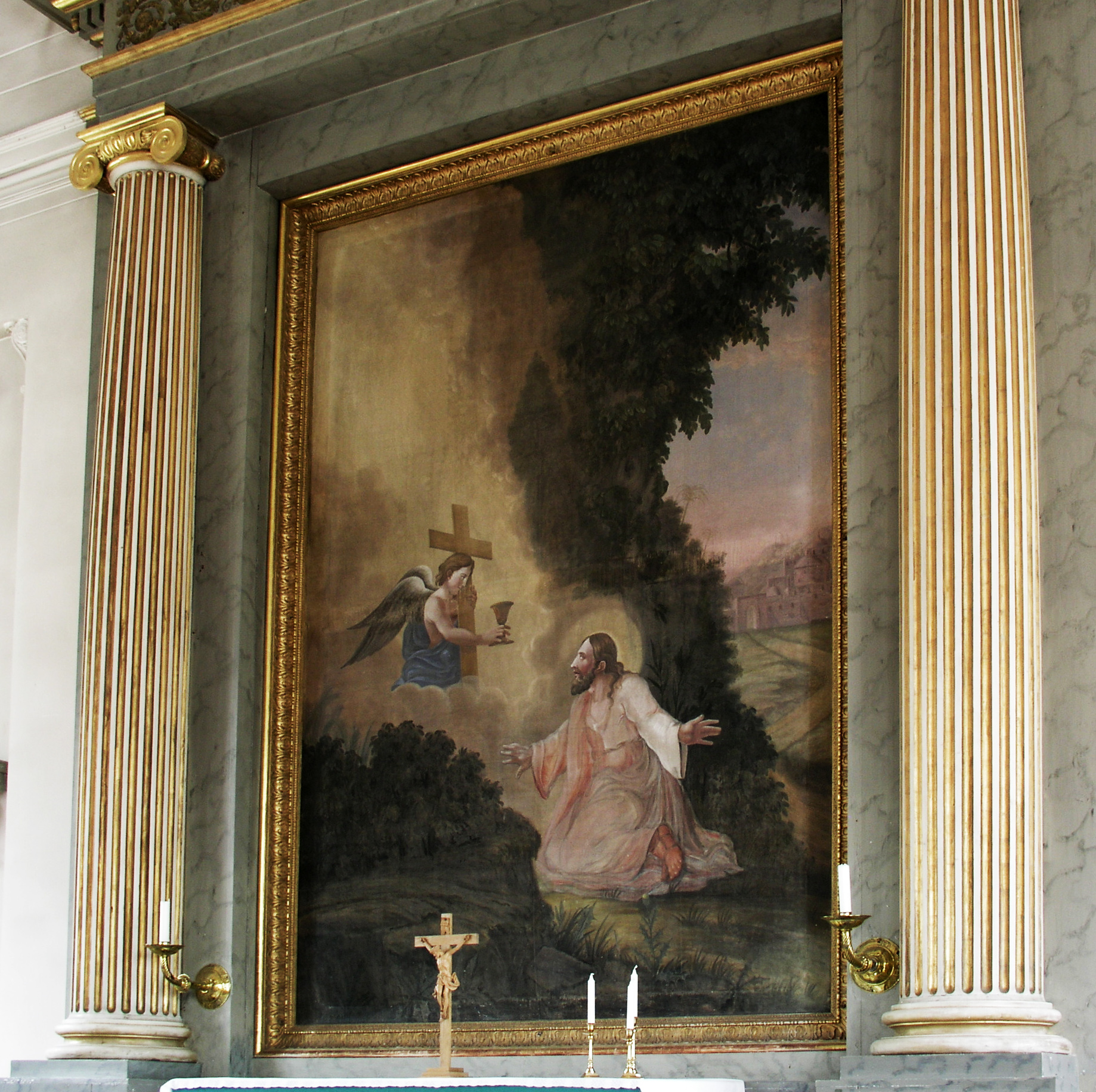
Jesus i Getsemane, Röks kyrka

Carl Ferdinand Lindh, född 3 mars 1818 i Stockholm, död omkring 1872, var en svernsk dekorationsmålare.
Carl Ferdinand Lindh var gift med Catharina Charlotta Nilsson.

## Verk
- Röks kyrka, Östergötland, altartavla